# فينوكسيكارب
فينوكسي كارب هو مبيد حشرات من فصيلة كاربامات. له سمية منخفضة لـ النحل ، و الطيور ، و البشر ، ولكن سام بالنسبة لـ الأسماك.

## وصلات خارجية
- Cornell University site on Fenoxycarb